# 多田孝志
多田 孝志（ただ たかし、1945年 - ）は、日本の教育学者、目白大学名誉教授・金沢学院大学教授。専門は、国際理解教育学、対話論、学習方法論。
山梨県生まれ。東京学芸大学教育学部卒業、1985年上越教育大学大学院修士課程修了。葛飾区立上千葉小学校教頭、同中青戸小学校教頭、クウェート日本人学校、ベロオリゾンテ補習授業校、目白学園中学・高等学校教諭、カナダ西ヴァンクーヴァー中等学校教諭、2001年目白大学人間学部児童教育学科助教授、教授、学部長。2016年名誉教授。日本学校教育学会会長。学習スキル研究会代表。

## 著書
- 『光の中の子どもたち ベロオリゾンテ補習授業校から』毎日新聞社 1983
- 『学校における国際理解教育 グローバルマインドを育てる』東洋館出版社 1997
- 『地球市民として生きる』岩崎書店 日本を見る目・世界を見る目 国際理解の本 1998
- 『「地球時代」の教育とは?』岩波書店 シリーズ教育の挑戦 2000
- 『地球時代の言語表現 聴く・話す・対話力を高める』東洋館出版社 2003
- 『共に創る対話力 グローバル時代の対話指導の考え方と方法』教育出版 2009
- 『授業で育てる対話力 グローバル時代の「対話型授業」の創造』教育出版 2011

### 共編著・監修
- 『世界に子どもをひらく 国際理解教育の実践的研究』川端末人共編著 創友社 国際化時代の教育シリーズ 1990
- 『世界の歴史・地理事典 ビジュアル世界史』編者代表 教育出版センター グローバルライブラリーシリーズ 1997
- 『ユニセフによる地球学習の手引き 新しい視点に立った国際理解教育 小学校』桜橋賢次共編 教育出版 1997
- 『国際理解資料集 調べ学習に役立つ』渡部淳,佐藤めぐみ共著 岩崎書店 日本を見る目・世界を見る目 国際理解の本 1998
- 『未来をつくる教育ESDのすすめ 持続可能な未来を構築するために』手島利夫,石田好広共著 日本標準ブックレット 2008
- 『学校と博物館でつくる国際理解教育 新しい学びをデザインする』中牧弘允,森茂岳雄共編著 明石書店 2009
- 『東日本大震災と学校教育 震災は学校をどのように変えるのか』日本学校教育学会「東日本大震災と学校教育」調査研究プロジェクト編 佐々木幸寿,和井田清司共編著 かもがわ出版 2012
- 『ヨーロッパの小学生』全6巻 監修 学研教育出版 2012

### 翻訳
- D.チャンドラー, D.クーテニコフ編著『飛び込んでみよう!JETプログラム 地球時代の異文化コミュニケーション 「草の根」国際交流と外国語教育の充実をめざして』監訳 東洋館出版社 2002

## 論文
- Cinii